# シュヴィフティング
シュヴィフティング (ドイツ語: Schwifting) はドイツ連邦共和国バイエルン州オーバーバイエルン行政管区のランツベルク・アム・レヒ郡に属す町村（以下、本項では便宜上「町」と記述する）で、ピュルゲン行政共同体を形成する自治体の一つである。

## 地理

### 位置
この町はランツベルクの東4km、レヒ川とアンマー湖の間のリス氷期のモレーンとヴュルム氷期の礫岩の土地に位置している。

### 自治体の構成
この町は、シュヴィフティング地区単独で構成される。

## 歴史
シュヴィフティングは、ベネディクトボイエルン修道院の文書中、987年にその名が初めて記されている。シュヴィフティングは世俗化までロッテンブーフ修道院領に属した。バイエルンの行政改革に伴う1818年の市町村令によって現在の自治体が成立した。

### 人口推移
- 1970年 578人
- 1987年 616人
- 2000年 778人

## 行政
町長はハイケ・シャッペレ (Bürgergemeinschaft) である。
町議会は8議席からなる。

### 紋章
図柄: 金地と赤地に左右二分割向かって左は7枚の葉をつけた銀のブナの枝。向かって右は緑の三峰の山から姿を現す黒いシュタインボック。これはアルプス前山地方に位置することを象徴している。

## 引用
1. ↑  https://www.statistikdaten.bayern.de/genesis/online?operation=result&code=12411-003r&leerzeilen=false&language=de Genesis-Online-Datenbank des Bayerischen Landesamtes für Statistik Tabelle 12411-003r Fortschreibung des Bevölkerungsstandes: Gemeinden, Stichtag (Einwohnerzahlen auf Grundlage des Zensus 2011)
2. ↑  Bayerische Landesbibliothek Online